# Эпидигма
Эпидигма — совокупность всех значений многозначного слова, единица эпидигматики.
Любую эпидигму корректно рассматривать в синхронном срезе языка, так как она напрямую связана с парадигмой и синтагмой современной этому срезу лексеме. Наиболее богатая эпидигматика прослеживается в современной лексике. При этом внутренняя структура многозначного слова обусловлена трансформацией исходного значения с момента возникновения слова в языке, то есть живой практикой его употребления. Для установления деривационных связей проводится эпидигматический анализ, который, в частности, показывает чем одно значение отличается от другого.